# Annelise Meineche
Annelise Meineche (født 15. juni 1935, død 17. marts 2012), var en dansk filminstruktør og manuskriptforfatter.

## Filmografi
- Den røde rubin (1970)
- Damernes ven (1969)
- De røde heste (1968)
- Uden en trævl (1968)
- Flagermusen (1966)
- Soyas tagsten (1966)
- Sytten (1965)
- Harry og kammertjeneren (1961)